# Teresio Borsalino
Teresio Giuseppe Lazzaro Borsalino (Alessandria, 1º aprile 1867 – Alessandria, 29 marzo 1939) è stato un imprenditore e politico italiano.

## Biografia
Figlio del ben più noto Giuseppe, dopo il diploma viene mandato da suo padre dapprima a perfezionarsi nelle lingue in Svizzera, Belgio, Germania e Inghilterra, in seguito a compiere un severo tirocinio nella fabbrica di famiglia. Dopo la pratica nel settore operaio sempre suo padre gli impone di partire dal basso in quello amministrativo, compiendo la normale trafila delle mansioni da semplice impiegato a funzioni di direzione. Dopo la scomparsa del genitore (1900) mantiene inalterata la prassi dei continui perfezionamenti tecnologici mediante un costante ed oculato reinvestimento degli utili. Nel 1905 l'originaria accomandita "Antica casa Borsalino Giuseppe e fratello Fabbrica di Cappelli in Alessandria fondata nel 1857" viene trasformata in anonima con un capitale di 5.500.000 lire: il numero di operai impiegati passa dai 1.250 del 1901 ai 1.400 nel 1906 e intorno ai 2.000 alla vigilia della prima guerra mondiale, con una produzione giornaliera di cappelli che, negli stessi periodi, passa dagli originari 2.800 a 5.500 e 7.000. 
Nel 1914 la Borsalino produce circa 2.000.000 di cappelli ogni anno, dei quali circa la metà destinati all'esportazione. Dopo la congiuntura sfavorevole della guerra la produzione torna ai due milioni di pezzi solo nel 1929 per poi tornare a ridursi a causa della crisi economica mondiale seguita al crollo della borsa di Wall Street e alle difficoltà negli scambi commerciali con l'estero nel periodo delle sanzioni per la guerra d'Etiopia. 
Negli anni della sua gestione Borsalino ha portato l'azienda al primo posto nel settore dei cappelli di feltro, con uno stabilimento dotato di centrale termoelettrica propria esteso su un'area di 60.000 metri quadrati, una produzione giornaliera intorno ai 3.000 cappelli e circa 1.300 dipendenti tra operai e personale amministrativo. Approfittando delle riforme fasciste in materia previdenziale migliora notevolmente le istituzioni interne istituite dal padre introducendo l'assistenza medica interna, una fondazione intitolata a Giuseppe Borsalino per provvidenze e premi agli operai pensionati, una cassa di previdenza e - attraverso l'Opera nazionale maternità e infanzia - un asilo nido interno per i figli delle operaie gestito da personale specializzato. Ha inoltre destinato una parte cospicua del suo patrimonio personale ad opere filantropiche, tra le quali il sanatorio Vittorio Emanuele III nella piana di Valle San Bartolomeo, con 216 posti letto ed attrezzature tra le più moderne dell'epoca, l'acquedotto Giuseppe Borsalino di Alessandria (i cui utili sono devoluti al sanatorio), il rifacimento del sistema fognario cittadino e la costruzione di un ospizio per 400 donne anziane o minorate quale dono all'opera "Divina provvidenza" fondata sul finire dell'800 da una benefattrice del posto popolarmente conosciuta come Madre Michel. 
Nonostante tutto non ha mai ricoperto cariche politiche al di là del seggio di senatore a vita, probabilmente perché la sua adesione al fascismo è stata solo formale e gli ambienti politici del fascio locale lo guardano con diffidenza per la sua anglomania.